# Revue des deux Mondes
A Revue des deux Mondes (jelentése: 'két világ szemléje') 1829-ben Párizsban alapított, napjainkban is megjelenő francia kulturális, irodalmi és társadalmi folyóirat. A 19. században az írók, kritikusok egyik fő publikációs helye volt, majd súlypontja eltolódott az aktuális politikai, történelmi és filozófiai kérdések felé. 
Az egyik legrégebbi jelenleg is működő franciaországi folyóirat. Kiadója a Société de la Revue des Deux Mondes SNC, melynek fő részvényese a Marc Ladreit de Lacharrière francia üzletember, milliárdos által alapított FIMALAC holding társaság.

## Története
Prosper Mauroy és Pierre de Ségur-Dupeyron alapította 1829 nyarán, majd 1831 elején egy fiatal nyomdász, Auguste Auffray vásárolta meg. Igazgatója (szerkesztője) François Buloz lett, aki 1833-ban harmadmagával megvette a lapot és élete végéig (1877) irányította. Közben, 1845 végén új gazdasági társaság alakult, két társtulajdonosa François Buloz és Victor de Mars volt. Kezdetben a Revue… külpolitikai és „utazási” magazinnak indult. Címében a „két világ” az Óvilágra és az Újvilágra utal, mivel a kiadvány eredeti koncepciója Európa és Amerika között kulturális, gazdasági és politikai híd létrehozása volt. 
Az évek, évtizedek során a folyóirat jelentős irodalmi és szellemi központtá vált. Rövidebb-hosszabb ideig számos nagy író, irodalmár is szerzője volt, köztük George Sand, Chateaubriand, Balzac, Sainte-Beuve, Alfred de Musset, François Mauriac és mások. A folyóiratban jelent meg Prosper Mérimée Carmenje (1845), Charles Baudelaire A Romlás virágainak (Les fleurs du Mal) több verse, cikkeket írt a lapba Hippolyte Taine irodalomtörténész, Paul Bourget író, kritikus, Alexis de Tocqueville filozófus, történész, stb.
Az előfizetők száma fokozatosan nőtt. 1832 végén 620, 1848-ban 2500, 1870-ben már 25 000 előfizetője volt a lapnak. 1877-ben Charles Buloz követte elhunyt apját a főszerkesztői székben, de 1893-ban egy pénzügyi botrány miatt lemondásra kényszerült, helyét Ferdinand Brunetière irodalomtörténész vette át. 
A 20. század elejére a történelmi és társadalmi változásokkal együtt az irodalmi környezet is átalakult, számos új folyóirat jött létre. A Revue… kezdeti kiváltságos helyzete az irodalomban megszűnt, és egyre több teret szentelt a filozófia, a történelem és a politika kérdéseinek. Az előfizetések száma 1910-re 12 000-re csökkent. 1939  végén viszont a lap már 93 országba jutott el, és példányszáma elérte az 50  000 darabos csúcsot.
Az ország német megszállása után több nagynevű folyóirat beszüntette tevékenységét, de a Revue des deux Mondes a Vichy-kormány idején is végig megjelent, kb. 20–22 000 példányban. A felszabadulás után, 1944  őszén felfüggesztették közzétételét, és kollaboráció (az ellenséggel való együttműködés) vádja miatt kiadása szünetelt. 1948. január 1-jén indult újra  La Revue címen, majd többször címet változtatott, 1972-től La Nouvelle Revue des Deux Mondes cím alatt jelent meg, végül 1982-ben nyerte vissza eredeti címét. 
1991-ben a FIMALAC holding (Marc Ladreit de Lacharrière) tulajdonába került. 1999 végén 14 000 példányban jelent meg és 7000 előfizetővel rendelkezett. 2008-ban nyitotta meg új honlapját, melyen 1830. januártól az összes eddigi digitalizált példány elérhető. A folyóirat alapvető koncepciója napjainkban is az irodalmi hagyomány megőrzése, a folytonosság fenntartása, az intellektuális függetlenség. A mérsékelt attitűd (beállítódás) elsőbbséget élvez a radikális nézetekkel szemben. 

## Magyar vonatkozások
A lap figyelme – a nagy országok elsőbbsége mellett – Európa keleti felére is kiterjedt, sokszor foglalkozott Magyarországgal is. Ezekre az írásokra később néhány hazai folyóiratunk is visszatért. 
A Nyugat 1921. októberi számában Király György irodalomtörténész ismertette a „hűvösen előkelő” Revue… szerzőjének ironikus hangú cikkét a magyar Tanácsköztársaságról.
1973-ban a Történelmi szemle cikkírója foglalta össze „a konzervatív lapok közül a legtöbb figyelmet érdemlő” Revue des Deux Mondes tájékoztató írásait az 1849-es magyarországi szabadságharcról. „A magyar szabadságharc kiemelkedő, de kezdettől halálra ítélt epizód volt a Revue íróinak szemében. Az 1849. évi tavaszi magyar győzelmek katonai teljesítménye kivívta a lap elismerését, de egy pillanatra sem ébresztett illúziókat a magyar forradalom végső kimenetele iránt.” Az 1850-es évekből is gyakoriak a magyarországi eseményeket érintő cikkek, és újabb szerzők is felléptek a lap hasábjain. Köztük Saint René Taillandier, aki vázlatos képet adott a magyar irodalomról, említi Petőfit, Kisfaludy Károlyt, Vörösmartyt, de a szabadságharc céljáról neki sincs jobb véleménye. „A Revue a forradalmak lehanyatlása után is hű maradt eredeti álláspontjához: a forradalmat minden formájában elítélte… a Revue a konzervativizmus szószólója volt.”
2014-ben a 2000 című folyóirat közölte Fónagy Zoltán történész bevezetőjét a magazin egyik 19. századi szerzője, Félix-Hyppolyte Desprez „Magyarország és a magyar mozgalom” című tanulmányához. Ebben röviden bemutatta magát a lapot is. „Világnézetét, értékorientációját mérsékelt liberalizmus, demokratikus irányultság és köztársasági érzelmek jellemezték. A szélsőségektől elhatárolódott: önmeghatározása szerint "egyformán ellensége a forradalmi tévtanoknak és az abszolutista törekvéseknek"… A 19. században az irodalmi újítások előtt is nyitott volt a lap, ennek is köszönhette, hogy olvasóközönsége akkoriban főleg a fiatalabb generációkból került ki.”

## Főszerkesztői
- François Buloz, 1831–1877
- Charles Buloz, 1877–1893
- Ferdinand Brunetière, 1893–1906
- Francis Charmes, 1907–1915
- René Doumic, 1916–1937
- André Chaumeix, 1937–1955
- Claude-Joseph Gignoux, 1955–1966
- Jean Vigneau, 1966–1970
- Jean Jaudel, 1970–1991
- Jean Bothorel, 1991–1995
- Bruno de Cessole, 1995–1999
- Nathalie de Baudry d’Asson, 1999–2002
- Michel Crépu, 2002–2014
- Valerie Toranian, 2014–